# 月光光心慌慌2
《月光光心慌慌2》（英語：Halloween II）是一部於1981年上映的美国恐怖电影，為月光光心慌慌系列電影的第二部，《月光光心慌慌》的直接續集。瑞克·罗森塔尔執導，潔美·李·寇蒂斯及唐納·普萊森斯主演。

## 角色
- 潔美·李·寇蒂斯 飾演 洛莉·史特羅德（英语：Laurie Strode）
- 唐納·普萊森斯 飾演 山姆·魯米斯醫生（英语：Samuel Loomis）
- 查爾斯·賽佛斯（英语：Charles Cyphers） 飾演 利·布拉克特警長
- 蘭斯·蓋斯特（英语：Lance Guest） 飾演 吉米·勞埃德
- 帕梅拉·蘇珊·舒普（英语：Pamela Susan Shoop） 飾演 凱倫·貝利護士
- 托尼·莫耶（英语：Tawny Moyer） 飾演 吉爾·佛朗哥護士

## 發行

### 評價
該片獲得的評價以負面為主。爛蕃茄上收集的35篇專業影評文章中，有11篇給予該片「新鮮」的正面評價，「新鮮度」為31%，平均得分4.6分（滿分10分），較上集的93%下降許多。

### 票房
《月光光心慌慌2》於1981年10月30日首映。在其首週末共收穫7,446,508美元的票房。